# 罗伟东
罗伟东（1967年12月—），男，中华人民共和国外交官，现任中华人民共和国驻多伦多总领事。

## 生平
罗伟东曾任商务部欧亚司副司长、欧亚司司长和人事司司长。2023年9月，出任中华人民共和国驻多伦多总领事。